# Diversidad sexual en Azerbaiyán
Las personas del colectivo LGBT+ en Azerbaiyán se enfrentan a ciertos desafíos legales y sociales no experimentados por otros residentes. Las relaciones sexuales consensuales entre personas del mismo sexo fueron despenalizadas en 2001, sin embargo, la diversidad sexual aun es un tema tabú en la sociedad azerbaiyana, la cual es mayormente conservadora, por lo tanto, aun persiste la violencia, la discriminación y la persecución de las personas LGBT+ en el país.

## Legislación y derechos

### Despenalización de la homosexualidad
Los actos sexuales consensuales entre hombres se tipificaron como delito en 1923 bajo el artículo 121 del Código Penal de la República Socialista Soviética de Azerbaiyán y se castigaban con hasta cinco años de prisión. En 1960 se adoptó un nuevo Código Penal que penalizaba los actos sexuales entre hombres bajo el artículo 113 y establecía una pena de prisión de hasta tres años. En 2000 el nuevo Código Penal (2000) derogó esta disposición. Este nuevo código entró en vigor en enero de 2001. La edad de consentimiento sexual en Azerbaiyán es de 16 años, sin importar la orientación sexual.

### Reconocimiento de las parejas del mismo sexo
No existe ningún tipo de reconocimiento hacia las parejas formadas por personas del mismo sexo en forma de matrimonio o de unión civil en Azerbaiyán, por ende, el Estado azerí tampoco reconoce a la familia homoparental. En Azerbaiyán no están prohibidas constitucionalmente las uniones civiles o el matrimonio entre personas del mismo sexo; sin embargo, es improbable que se apruebe un proyecto de ley en los próximos años que pueda permitir que las parejas del mismo sexo tengan el mismo derecho que las parejas heterosexuales a acceder a las uniones civiles o al matrimonio.

### Leyes y medidas antidiscriminación
Azerbaiyán, al igual que la mayoría de sus países vecinos, no posee ningún tipo de legislación, norma, medida o artículo en el código penal que prohíba la discriminación por motivos de orientación sexual o identidad y expresión de género en áreas como en el acceso al empleo, la educación, los servicios de salud, el acceso a la justicia, la vivienda o el acceso a lugares y/o establecimientos tanto públicos o privados, entre otros.

### Leyes y medidas restrictivas

#### Restricciones a la libertad de asociación
En febrero de 2016, el Reglamento para Examinar las Actividades de Organizaciones No Gubernamentales, Ramas u Oficinas Representativas de Organizaciones No Gubernamentales Extranjeras (2016), adoptado por el Ministerio Azerbaiyano de Justicia, entró en vigor. Bajo estas regulaciones, el gobierno goza de amplios poderes para llevar a cabo inspecciones “regulares” o “extraordinarias” de las ONG, y aquellas que reciben fondos del extranjero—así como sus donantes—están además sujetas a procesos de autorización con desenlaces arbitrarios.

### Leyes sobre crímenes de odio e incitación al odio
En la actualidad, el Código Penal azerí no criminaliza de ninguna forma las amenazas, los crímenes de odio o la incitación al odio si estos fuesen motivados por la orientación sexual o la identidad y expresión de género, de igual forma, tampoco se criminaliza el discurso de odio.

## Historia
Después de declarar la independencia de Rusia en 1918, la República Democrática Azerí no poseía leyes contra la homosexualidad. Sin embargo, cuando Azerbaiyán fue anexionado a la Unión Soviética en 1920, se vio sujeto a las leyes de dicho país, que criminalizaban la práctica de sexo entre hombres del mismo sexo. A pesar de que Vladimir Lenin permitía la homosexualidad en la Unión Soviética, las relaciones sexuales entre hombres se convirtieron en ilegales en 1923 en el Azerbaiyán de la URSS, castigado con hasta cinco años de prisión si había sido consentido, o con hasta ocho años si se había visto involucrada la fuerza o la amenaza.
Azerbaiyán recuperó su independencia en 1991, y en el año 2000 derogó la ley antisodomía soviética vigente. Una versión especial de Azerbayán, el periódico oficial de la Asamblea Nacional, publicada el 28 de mayo de 2000, anunció que se había aprobado un nuevo código criminal y que el presidente había firmado el decreto haciéndola entrar en vigor el 1 de septiembre de 2000 que revocaba la ilegalidad los actos homosexuales (Artículo 121) dado que suponía un requerimiento para Azerbaiyán si quería entrar en el  Consejo de Europa, convirtiéndose en el miembro número 43 del consejo el 25 de enero de 2001.

## Actitud general

### Sociedad
Como en otros países de la era soviética, Azerbaiyán es considerado un lugar donde la homosexualidad es una cuestión rodeada por confusión. La gente sabe muy poco sobre aspectos psicológicos, sociológicos y legales de la homosexualidad, la mayoría de la sociedad simplemente no sabe lo que es.
Salir del armario como gay, lesbiana, bisexual o transexual es, por lo tanto algo raro e individual, pues los miembros de esta comunidad tienen miedo de las consecuencias. Por ello muchos viven dos vidas completamente distintas, sintiendo varios de ellos una vergüenza terrible por el hecho de ser gay. Aquellos que económicamente son independientes y viven en Bakú son capaces de llevar una vida a salvo como perteneciente a la comunidad LGBT, mientras practiquen su homosexualidad en privado. No hay ningún movimiento político LGBT, pero entre los activistas de los derechos humanos y personas LGBT son conscientes de la necesidad de crear una organización destinada a los derechos de dicho colectivo y su protección.

### Medios de comunicación
La primera página web para la comunidad LGBT en Azerbaiyán y en el Cáucaso fue abierta por Ruslan Balukhin el 25 de mayo de 2011 (gay.az)
La Constitución azerí garantiza la libertad de expresión para todo el mundo en todas las maneras.
En lo que se refiere a las campañas de conciencia, cada vez más comunes, las ONG en el país han tenido éxito, llegando a hacerse más comunes que las campañas sobre la educación.

### Literatura
En 2009, Ali Akbar escribió un libro titulado Artush and Zaur centrado en una historia de amor homosexual entre un armenio y un azerbí, siendo el hecho de ser armenio y de ser gay los dos mayores tabúes de la sociedad azerí según Akbar.

## Situación actual
La edad de consentimiento sexual es igual tanto para los heterosexuales como para los homosexuales, a los 16 años. Azerbaiyán es un país, en gran parte, secular, con una de las menores mayorías musulmanas practicantes. La principal razón detrás de la homofobia es la falta de conocimiento sobre ello, además de las "viejas tradiciones". Las familias de homosexuales a menudo no están siquiera bien informadas de lo último en sexualidad, especialmente en las zonas rurales. Salir del armario suele desembocar en violencia u ostracismo por parte del patriarca de la familia al implicado, llegando incluso a ser obligado a un casamiento heterosexual.
Hasta 2011, no había leyes que reconocieran las uniones de homosexuales. En 2011, se creó la primera comunidad para promocionar los derechos LGBT, llamada Género y Desarrollo, y para ofrecer blogs escritos en azerbí que trataran el tema. El primer blog en azerbí se fundó en febrero de 2012 (www.freelgbt.com) por la organización de libertad para la comunidad LGBT azerbí. En 2012, hubo rumores de una posible celebración de un desfile LGBT al mismo tiempo que tenía lugar Eurovisión 2012 en el mismo país. Esto causó desacuerdo en la sociedad a causa de los puntos de vista homófobos, pero ganó soporte por parte de los activistas azerbíes LGBT. La posibilidad de la celebración de este desfile también causó tensiones diplomáticas con su vecino Irán, quien condenó a Azerbaiyán por "un comportamiento antiislámico". Esto produjo manifestaciones en frente de la embajada iraní en Bakú, donde los manifestantes llevaron eslóganes y pancartas ridiculizando a los líderes iraníes. Ali Hasanov, jefe del departamento de asuntos públicos y políticos, dijo que las afirmaciones de una pasarela gay eran falsas y advirtió a Irán de no inmiscuirse en los asuntos internos de Azerbaiyán. Como respuesta, Irán retiró a su embajador de Bakú, mientras que Azerbaiyán exigió una disculpa formal por parte de Irán por sus declaraciones y más tarde también retiró a su embajador de Teherán.

### Suicidio de Isa Shahmarli
En enero de 2014, Isa Shahmarli, el fundador abiertamente gay de AZAD LGBT se suicidó ahorcándose con una bandera del arcoíris. En el momento de su muerte, Isa estaba en el paro, en deuda y separado de su familia, quien lo consideraba "enfermo". Shahmarli dejó una nota en Facebook culpando a la sociedad por su muerte. Fue descubierto poco después por sus amigos.
Su suicidio desató un incremento del activismo LGBT en Azerbaiyán. El día de su muerte fue considerado como "el día del orgullo LGBT" y fue honrado con el lanzamiento de varios vídeos en su memoria en 2015.

### Organizaciones LGBT
A fecha de 2015 había tres organizaciones LGBT en Azerbaiyán:
'LGBT Azerbaijan Gay.Аz' - es el primer portal de información para gente LGBT en Azerbayáns
'Gender and Development' - creado en 2007. Ha llevado a cabo varios proyectos locales con la ayuda del Ministerio de Sanidad
Nefes LGBT Azerbaijan - fundada en 2012.Ha puesto en marcha varios proyectos, incluyendo una encuesta internacional y regulares contactos con la delegación de la Unión Europea en Azerbaiyán y otras embajadas europeas, destacando las dificultades de la gente LGBT y su situación en el país. 
AZAD LGBT -  fundada en 2012 por Isa Shahmarli. AZAD se concentra en la educación y mejor representación mediática de la comunidad LGBT en Azerbaiyán. En su primer año, realizaron varios proyectos, entre los que se incluían noches de cine LGBT en la capital de Bakú. on education and better media representation in Azerbaijan. In its first year, it ran several projects including organizing LGBT movie nights in the capital of Baku. 
En 2014, después del suicidio de Isa Shahmarli, AZAD organizó una serie de fotos y vídeos en su memoria:
- 'Love is Love' - una campaña fotográfica en línea destinada a ofrecer soporte a la comunidad LGBT en Azerbaiyán.
- 'Reng' -en recuerdo al cumpleaños de Isa, AZAD produjo versiones ilustradas de varios de los escritos de Isa.

En 2015, AZAD lanzó una webside recopilando todos sus anteriores trabajos y ofreciendo herramientas de educación LGBT gratis en línea.